# Awi Kalisz
Awi Kalisz (hebr. אבי קליש) – izraelski brydżysta, World International Master (WBF), European Master oraz European Champion w kategorii Open (EBL).

## Wyniki brydżowe

### Olimpiady
Na olimpiadach uzyskał następujące rezultaty:
| Olimpiady brydżowe. Zawody teamów | Olimpiady brydżowe. Zawody teamów | Olimpiady brydżowe. Zawody teamów | Olimpiady brydżowe. Zawody teamów | Olimpiady brydżowe. Zawody teamów | Olimpiady brydżowe. Zawody teamów |
| Rok                               | Miejsce                           | Zawody                            | Kategoria                         | Drużyna                           | Pozycja                           |
| --------------------------------- | --------------------------------- | --------------------------------- | --------------------------------- | --------------------------------- | --------------------------------- |
| 2008                              | Pekin                             | 1. Olimpiada Sportów Umysłowych   | Open                              | Israel                            | 9                                 |
| 2004                              | Stambuł                           | 12. Olimpiada Teamów              | Open                              | Israel                            | 25                                |
| 2000                              | Maastricht                        | 11. Olimpiada Brydżowa            | Open                              | Israel                            | 17                                |
| 1988                              | Wenecja                           | 8. Olimpiada Teamów               | Open                              | Israel                            | 31                                |

### Zawody światowe
W światowych zawodach zdobył następujące lokaty:
| Mistrzostwa Świata. Konkurencja teamów | Mistrzostwa Świata. Konkurencja teamów | Mistrzostwa Świata. Konkurencja teamów | Mistrzostwa Świata. Konkurencja teamów | Mistrzostwa Świata. Konkurencja teamów | Mistrzostwa Świata. Konkurencja teamów |
| Rok                                    | Miejsce                                | Zawody                                 | Kategoria                              | Drużyna                                | Pozycja                                |
| -------------------------------------- | -------------------------------------- | -------------------------------------- | -------------------------------------- | -------------------------------------- | -------------------------------------- |
| 2006                                   | Werona                                 | 12. Mistrzostwa Świata                 | Open                                   | Yadlin                                 | 3                                      |
| 2002                                   | Montreal                               | 11. Mistrzostwa Świata                 | Open                                   | Kalish                                 | 17                                     |
| 1998                                   | Lille                                  | 10. Mistrzostwa Świata                 | Open                                   | Grinberg                               | 161                                    |
| 1994                                   | Albuquerque                            | 9. Mistrzostwa Świata                  | Open                                   | Levitt                                 | 3                                      |

| Mistrzostwa Świata. Konkurencja par | Mistrzostwa Świata. Konkurencja par | Mistrzostwa Świata. Konkurencja par | Mistrzostwa Świata. Konkurencja par | Mistrzostwa Świata. Konkurencja par | Mistrzostwa Świata. Konkurencja par |
| Rok                                 | Miejsce                             | Zawody                              | Kategoria                           | Partner                             | Pozycja                             |
| ----------------------------------- | ----------------------------------- | ----------------------------------- | ----------------------------------- | ----------------------------------- | ----------------------------------- |
| 2006                                | Werona                              | 12. Mistrzostwa Świata              | Open                                | Leonid Podgur                       | 70                                  |

### Zawody europejskie
W europejskich zawodach zdobył następujące lokaty:
| Zawody europejskie. Konkurencja teamów | Zawody europejskie. Konkurencja teamów | Zawody europejskie. Konkurencja teamów | Zawody europejskie. Konkurencja teamów | Zawody europejskie. Konkurencja teamów | Zawody europejskie. Konkurencja teamów |
| Rok                                    | Miejsce                                | Zawody                                 | Kategoria                              | Drużyna                                | Pozycja                                |
| -------------------------------------- | -------------------------------------- | -------------------------------------- | -------------------------------------- | -------------------------------------- | -------------------------------------- |
| 2014                                   | Abacja                                 | 52. Mistrzostwa Europy Teamów          | Seniorzy                               | Israel                                 | 12                                     |
| 2009                                   | San Remo                               | 4. Otwarte Mistrzostwa Europy          | Open                                   | Kalish                                 | 114                                    |
| 2007                                   | Antalya                                | 3. Otwarte Mistrzostwa Europy          | Open                                   | Kalish                                 | 33                                     |
| 2005                                   | Teneryfa                               | 2. Otwarte Mistrzostwa Europy          | Open                                   | Kalish                                 | 9                                      |
| 2003                                   | Rzym                                   | 2. Puchar Europy                       | Open                                   | Bridge Club Haifa                      | 5                                      |
| 2003                                   | Mentona                                | 1. Otwarte Mistrzostwa Europy          | Open                                   | Kalish                                 | 1                                      |
| 2002                                   | Salsomaggiore                          | 46. Mistrzostwa Europy Teamów          | Open                                   | Israel                                 | 9                                      |
| 1999                                   | Malta                                  | 44. Mistrzostwa Europy Teamów          | Open                                   | Israel                                 | 8                                      |
| 1997                                   | Montecatini                            | 43. Mistrzostwa Europy Teamów          | Open                                   | Israel                                 | 22                                     |
| 1995                                   | Vilamoura                              | 42. Mistrzostwa Europy Teamów          | Open                                   | Israel                                 | 6                                      |
| 1989                                   | Turku                                  | 39. Mistrzostwa Europy Teamów          | Open                                   | Israel                                 | 17                                     |

| Zawody europejskie. Konkurencja par | Zawody europejskie. Konkurencja par | Zawody europejskie. Konkurencja par | Zawody europejskie. Konkurencja par | Zawody europejskie. Konkurencja par | Zawody europejskie. Konkurencja par |
| Rok                                 | Miejsce                             | Zawody                              | Kategoria                           | Partner                             | Pozycja                             |
| ----------------------------------- | ----------------------------------- | ----------------------------------- | ----------------------------------- | ----------------------------------- | ----------------------------------- |
| 2009                                | San Remo                            | 4. Otwarte Mistrzostwa Europy       | Open                                | Leonid Podgur                       | 119                                 |
| 2007                                | Antalya                             | 3. Otwarte Mistrzostwa Europy       | Open                                | Leonid Podgur                       | 188                                 |
| 2005                                | Teneryfa                            | 2. Otwarte Mistrzostwa Europy       | Open                                | Leonid Podgur                       | 154                                 |
| 2003                                | Mentona                             | 1. Otwarte Mistrzostwa Europy       | Open                                | Leonid Podgur                       | 32                                  |

## Klasyfikacja
- Awi Kalisz – klasyfikacja WBF (ang.)
- Awi Kalisz – klasyfikacja EBL (ang.)